# سمیر نصری
سمیر نصری (فرانسوی: Samir Nasri‎؛ زادهٔ ۲۶ ژوئن ۱۹۸۷)، بازیکن پیشین فوتبال اهل فرانسه است که دارای‌تبار الجزایری است.
نصری در تیم‌های مارسی، آرسنال، منچستر سیتی، سویا، آنتالیااسپور، وستهام یونایتد و اندرلشت بازی کرد. وی دو قهرمانی لیگ برتر و دو قهرمانی جام حذفی انگلستان را با منچستر سیتی در کارنامه دارد. سمیر نصری همچنین ۴۱ بازی ملی و ۵ گل ملی در کارنامه خود دارد. سمیر نصری در ۲۶ سپتامبر ۲۰۲۱ در
۳۴ سالگی از فوتبال خداحافظی کرد.

## خداحافظی از فوتبال ملی
نصری در حالی که ۲۷ سال داشت از فوتبال ملی خداحافظی کرد او می‌گوید: تصمیمم را گرفته‌ام. در واقع چند ماه پیش بود که به این جمع‌بندی رسیدم که از تیم ملی فرانسه خداحافظی کنم اما این تصمیم را اعلام نکردم؛ چرا که می‌خواستم در بهترین زمان ممکن تصمیمم را اعلام کنم. به زودی به‌طور مفصل دربارهٔ خداحافظی از تیم ملی فرانسه صحبت خواهم کرد و خیلی از مسائل پشت پرده را برملا می‌کنم. وقتی به همراه فرانسه در یورو ۲۰۱۲ شرکت کردم رسانه‌ها خیلی من را اذیت کردند. اکنون از زندگی در انگلیس لذت می‌برم. هر وقت که برای تیم ملی فرانسه بازی کرده‌ام، ناراحت شده‌ام. نمی‌خواهم دیگر این شرایط را تجربه کنم. من با تیم ملی فرانسه به هیچ افتخاری نرسیدم. به همین خاطر خداحافظی از بازی‌های ملی تصمیم آسانی بود که گرفتم.

## دوپینگ
در سال ۲۰۱۶ در حالی که برای درمان مصدومیت خود در کلینیک دریپ در لس آنجلس اقامت داشت آزمایش دوپینگ وی مثبت اعلام شد. کمیته ضد دوپینگ به دلیل مصرف بیش از حد ماده ممنوعه هیدروتاسیون وی را به مدت ۶ ماه از فوتبال محروم کرد.
پس از اعلام این رای و به دنبال فرجام خواهی بازرس کمیته انضباطی و اخلاق یوفا محرومیت نصری به ۱۸ ماه افزایش یافت.

## خداحافظی از فوتبال
در تاریخ ۲۶ سپتامبر ۲۰۲۱ سمیر نصری به صورت رسمی از فوتبال خداحافظی کرد.